# Leiolopisma
Leiolopisma é um gênero de répteis pertencentes à família Scincidae. A maioria das espécies ocorrem na região da Nova Caledônia e Nova Zelândia, e estão relacionadas a outros gêneros, como o Emoia; estes e outros, formam o grupo Eugongylus. Um vivo e dois táxons extintos representam um clado endêmico das ilhas Mascarenhas.

## Espécies
- Leiolopisma alazon
- Leiolopisma bardensis
- Leiolopisma ceciliae Arnold & Bour, 2008 - extinta
- Leiolopisma eulepis
- Leiolopisma fallai[1]
- Leiolopisma fasciolare
- Leiolopisma fuscum
- Leiolopisma grande[2]
- Leiolopisma lioscincus
- Leiolopisma mauritiana - extinta (c.1600)
- Leiolopisma paronae
- Leiolopisma telfairii
- Leiolopisma zelandia